# 萨赫蛋糕

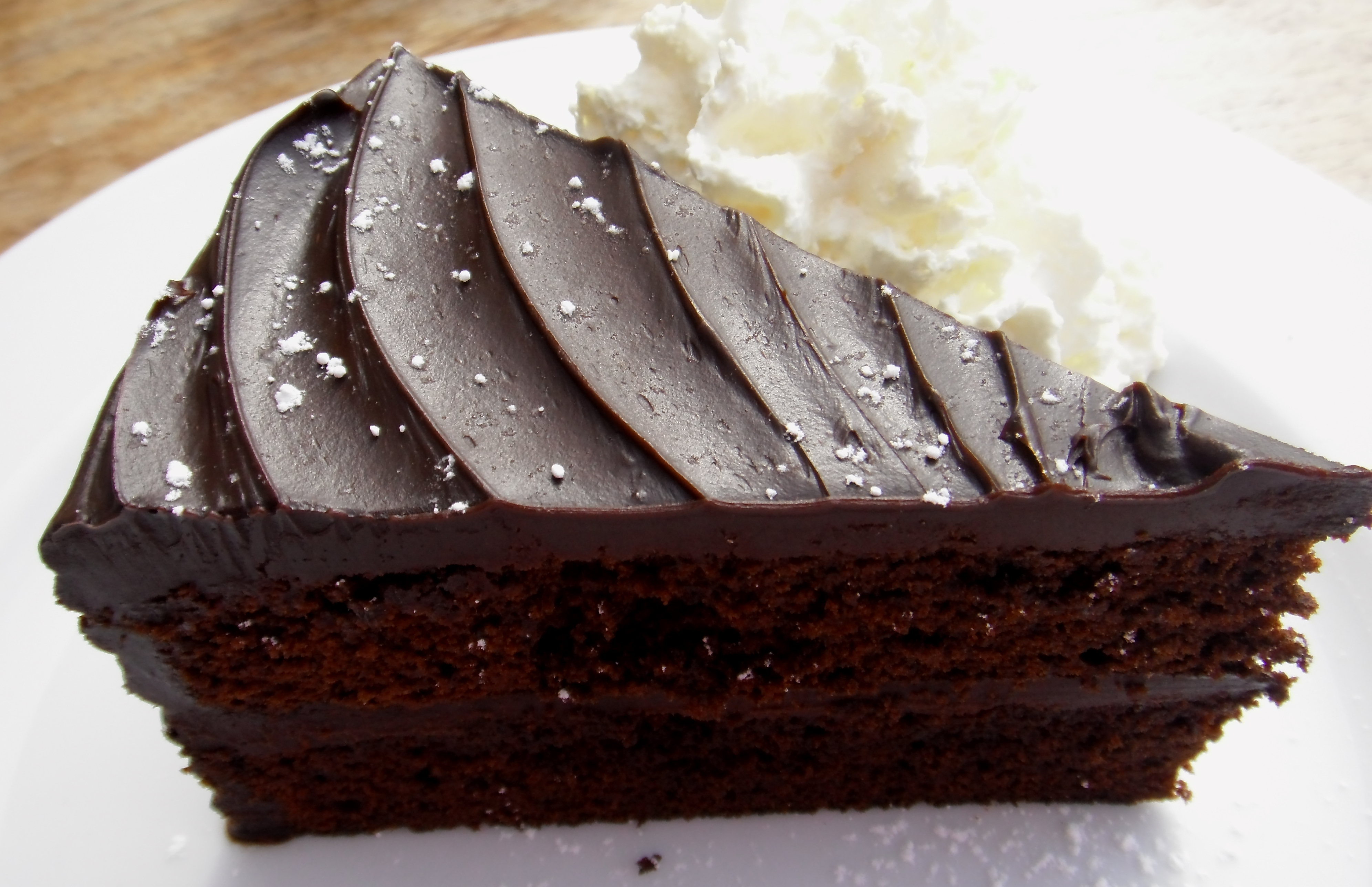
薩赫蛋糕

薩赫蛋糕是一种巧克力蛋糕，1832年由弗朗茨·薩赫在奧地利維也納發明。蛋糕由兩層甜巧克力和兩層巧克力中間的杏子醬構成，蛋糕上面有巧克力豆。